# روی کاتن
روی کاتن (انگلیسی: Roy Cotton؛ زادهٔ ۱۴ نوامبر ۱۹۵۵) بازیکن فوتبال اهل نیوزیلند است.
از باشگاه‌هایی که در آن بازی کرده‌است می‌توان به باشگاه فوتبال هیلینگدون بورو، باشگاه فوتبال تاتنهام هاتسپر، باشگاه فوتبال برنتفورد، و باشگاه فوتبال لیتون اورینت اشاره کرد.
وی همچنین در تیم ملی فوتبال England Youth بازی کرده‌است.